# Łobżenica (stacja kolejowa)
Łobżenica – dawna wąskotorowa stacja kolejowa Bydgosko-Wyrzyskich Kolei Dojazdowych w Łobżenicy, w gminie Łobżenica, w Powiecie pilskim, w województwie wielkopolskim. Została oddana do użytku w dniu 21 lutego 1895 roku razem z linią kolejową z Białośliwia Wąskotorowego.